# Staudtia
Staudtia là một chi thực vật thuộc họ Myristicaceae. Chi này có các loài sau (tuy nhiên danh sách này có thể chưa đủ):
- Staudtia pterocarpa, (Warb.) Warb.